# Avfallsbehandling

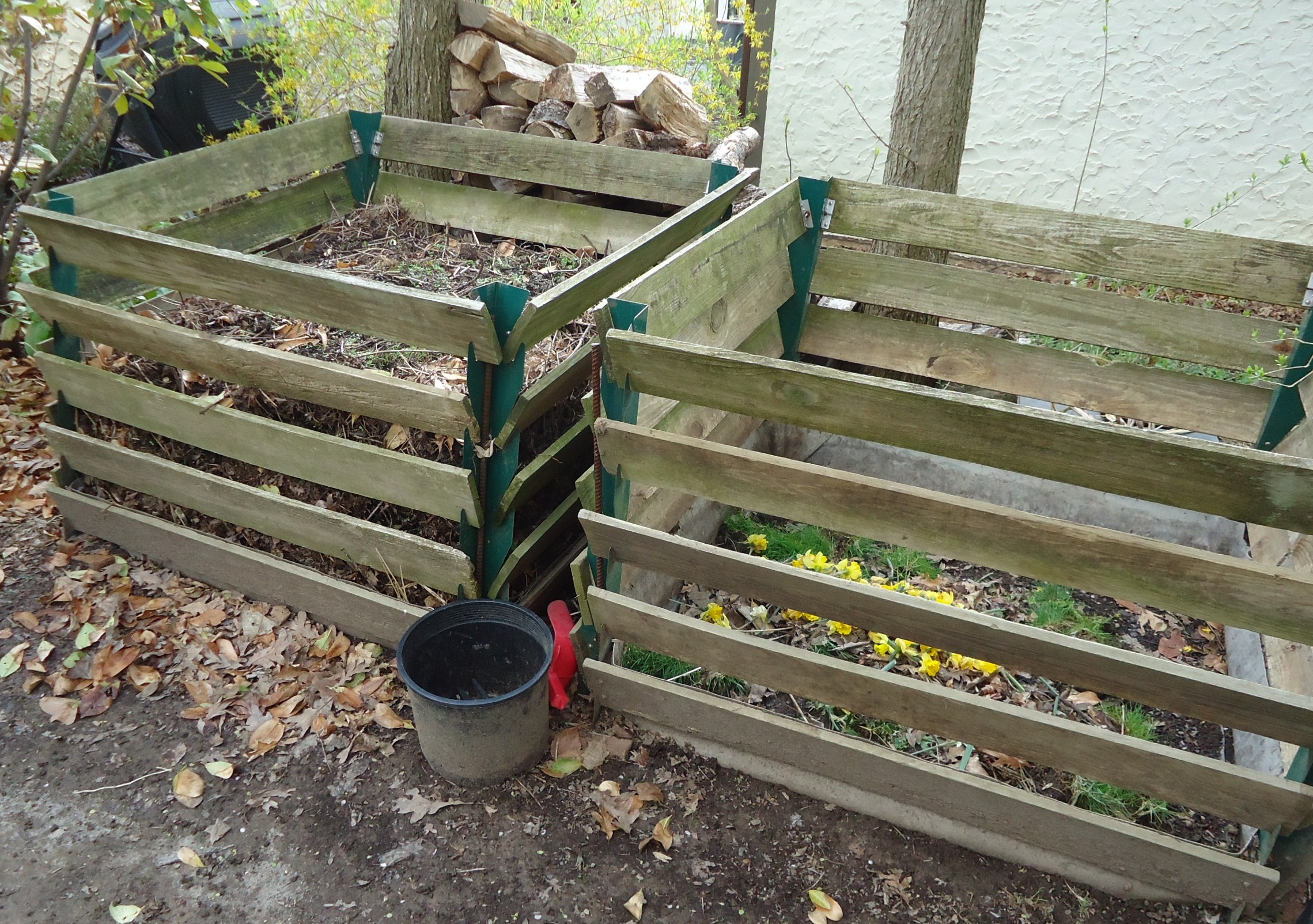
Kompostering är ett sätt att behandla avfall

Avfallsbehandling är metoder för att mekaniskt eller kemiskt transformera avfall för att minska avfallets dåliga effekter, såsom skadlighet och hur utrymmeskrävande det är, eller öka dess goda egenskaper såsom ekonomiskt värde. Avfallsbehandling delas vanligen in i avfallsförbränning, deponering och återvinning. Biologisk behandling kan ske antingen genom rötning eller kompostering.